# 肉体の冠
『肉体の冠』（にくたいのかんむり、原題: Casque d'or）は、ジャック・ベッケル監督による1952年のフランスの犯罪映画。

## あらすじ
娼婦のマリー（シモーヌ・シニョレ）は、大工のマンダ（セルジュ・レジアニ）と出会い、恋に落ちる。マリーの恋人であるギャングのロラン（ウィリアム・サバティエ）は、カフェで親しくしているマリーとマンダの姿を見て嫉妬する。後日、酒場で決闘を繰り広げた末、マンダはロランを刺し殺してしまう。マリーとマンダは町を離れる。
田舎でマリーと平穏な日々を過ごしていたマンダは、親友のレイモン（レイモン・ビュシェール）がロラン殺害の容疑で逮捕されたことを知る。それは、マリーに好意を寄せるギャングの首領のルカ（クロード・ドーファン）が仕組んだ罠であるが、マンダは警察への自首を余儀なくされる。マリーの助力により護送車から脱走したマンダは、警察官たちの見守る中、ルカを射殺する。
2件の殺人を犯した罪により、マンダに死刑の判決が下される。マリーは、断頭台にかけられるマンダの姿を無言で見つめるのであった。

## キャスト
- マリー - シモーヌ・シニョレ
- マンダ - セルジュ・レジアニ
- ルカ - クロード・ドーファン
- レイモン - レイモン・ビュシェール
- ロラン - ウィリアム・サバティエ

## 評価
Rotten Tomatoesでは、12件のレヴューで支持率は100%、平均値は8.5点だった。
芝山幹郎は、ベッケルが「メルヴィルともブレッソンとも異なる独特なタッチの繊細な犯罪映画を確立した」と指摘している。青山真治は本作について「二十歳の野暮な私に人生の神秘を垣間見せてくれた究極の粋な映画」と語っている。
1953年、シモーヌ・シニョレが本作で英国アカデミー賞の最優秀外国女優賞を受賞した。
三島由紀夫は、導入部のシーンから、親分ルカの家あたりまでの巧みな描写を「人を酔はせる」と讃美し、「軟調のよい効果」を出しているカメラワークや、役者たちの演技を高評価しながらも、後半の演出については以下のような辛口のコメントをしている。